# 片翼の鳥
「片翼の鳥」（かたよくのとり）は、志方あきこの楽曲。志方あきこの1枚目のシングルとして、2009年8月19日にフロンティアワークスより発売された。

## 概要
志方あきこ初のシングル作品。初回限定盤と通常盤の2種がリリースされている。初回限定盤は、江草天仁によるイラストが描かれている特製スリーブ仕様で、フォーチュンタロットカードが封入されている。表題曲は、2009年7月より放送されたテレビアニメ『うみねこのなく頃に』のオープニングテーマとして使用された。また、2022年から2024年にかけて、舞台演劇『うみねこのなく頃に〜Stage of the golden Witch〜』シリーズの主題歌としても使用された。

## 解説

### 片翼の鳥
テーマ
表題曲は、ゲーム版主題歌と同様に「愛がなければ視えない」というテーマで制作された。また、本作はそこから更に発展させて「なぜ愛が視えないのか？」という問題提起も盛り込んでいる。
背景
テレビアニメの主題歌ということもあり、当初は四つ打ちのスピーディな曲を志方あきこは制作しようとしていた。しかし、竜騎士07から「今のままの志方さんの楽曲がいいです。それが世界観にマッチしているので」と指定されたことと、ゲーム版のイメージを大切にしたいという志方の意向もあり、ゲーム版ユーザーとアニメ視聴者の両方に楽しんでもらえるようにバランスを意識しながら制作した。そのため、ゲーム版主題歌が第1幕、アニメ版主題歌が第2幕として楽しめるように意識したという。
歌詞
本楽曲の歌詞は、とある登場人物の想いを意識して作られている。誰から誰への想いを歌った曲なのかは明かされていない。
本楽曲の歌詞は、作詞担当の波乃渉が候補をいくつか出し、よりイメージに近いものを志方が選ぶ形で作られている。ネタバレにならず、謎かけとして機能するように、波乃と打ち合わせながら作り上げた。物語が進行するにつれて、再び新鮮な視点から楽曲を楽しめるように意識されている。
サウンド
前作同様、多重録音のコーラスとイタリア語の歌詞が特徴。志方曰く、思いついた表現を曲に盛り込んでいくうちに、どんどんコーラスが増えていくという。CDに収録されたインストバージョンでは、コーラスも一緒に聞けるように設定された。

### VII
煉獄の七姉妹をイメージして作られた楽曲。Episode4での煉獄の七姉妹の様子を見て楽曲制作を決めたという。とある理由から、ブックレットの歌詞を色分けさせている。
本楽曲では、1コーラス目と2コーラス目ではまったく別曲のように感じるように、音楽に落差を付けている。曲の冒頭と最後のオルゴール部分でそれぞれ異なるエフェクトを使用することで、物語のとある真実を表現している。

## 評価
2022年7月5日放送の『マツコの知らない世界 アニソンの世界』にて、音の国籍が怒涛の変化を見せる楽曲としてユリコタイガーによって紹介された。これを聴いたマツコは、「私が初めて『ボヘミアン・ラプソディ』を聞いたときの感覚に似ている」と評価した。この影響を受けて、Twitterでは「志方あきこ」「片翼の鳥」「うみねこのOP」「うみねこのなく頃に」などのワードがトレンド入りした。

## 収録曲
| 全作曲・編曲: 志方あきこ。 |                            |           |            |       |
| #                          | タイトル                   | 作詞      | 作曲・編曲 | 時間  |
| 1.                         | 「片翼の鳥」               | 波乃渉    | 志方あきこ | 04:39 |
| 2.                         | 「VII」                    | 江幡育子  | 志方あきこ | 05:07 |
| 3.                         | 「片翼の鳥」(Instrumental) |           | 志方あきこ | 04:39 |
| 4.                         | 「VII」(Instrumental)      |           | 志方あきこ | 05:03 |
| 合計時間:                  | 合計時間:                  | 合計時間: | 19:28      |       |